# Neodietrichia
Neodietrichia Özdikmen, 2008 è un genere di ragni appartenente alla famiglia Linyphiidae.

## Distribuzione
L'unica specie oggi attribuita a questo genere è stata rinvenuta in America settentrionale: precisamente in alcune località degli Stati Uniti e del Canada.

## Tassonomia
L'aracnologo Özdikmen, in un lavoro del 2008, ha ridenominato il genere con l'attuale nome in quanto il precedente Dietrichia Crosby & Bishop, 1933, era già occupato da Dietrichia Reck, 1921, un genere di molluschi bivalvi.
A dicembre 2011, si compone di una specie:
- Neodietrichia hesperia (Crosby & Bishop), 1933[3] — Stati Uniti, Canada